# Кислица клубненосная
Кисли́ца клубнено́сная, или ока (лат. Óxalis tuberósa) — многолетнее травянистое растение семейства Кисличные, культивируемое в горных районах Центральной и Южной Америки ради богатых крахмалом клубней, употребляемых в пищу.
В диком виде растение неизвестно. Больше всего кислица клубненосная культивируется в высокогорьях Колумбии, Перу, Боливии и Чили, где она конкурирует с картофелем.

## История

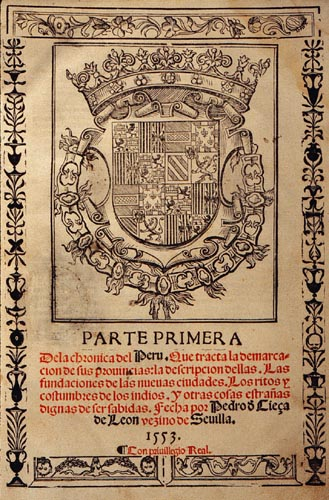
Первая часть книги «Хроника Перу», (1553).

В 1553 году кислица клубненосная впервые упоминается в литературе — в книге «Хроника Перу» Педро Сьесы де Леона:

. Есть у них [народов Кольясуйу] и другой вид пищи, называющийся ока [oca], тоже полезный; хотя есть ещё то зерно, которое также собирают, под названием кинуа [quinua], величиной оно меньше рисового.— Сьеса де Леон, Педро. Хроника Перу. Часть Первая. Глава XCIX.

## Описание
Кислица клубненосная — низкорослое растение с тройчатыми листьями и одиночными цветками. Имеющие стеблевое происхождение клубни покрыты мясистыми чешуями. Они имеют слегка острый аромат, хрустящую структуру и содержат 22—25 % крахмала. Их цвет варьирует от жёлтого до пурпурного.
Клубни кислицы клубненосной употребляются подобно картофелю в варёном, жареном и печёном виде.